# Carlo Pio di Savoia der Jüngere

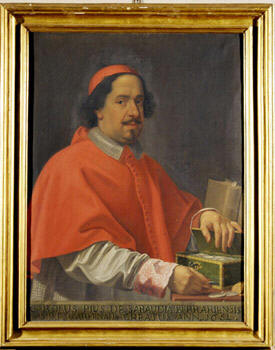
Carlo Pio di Savoia als Kardinal (Gemälde von Joseph Olivieri de Capranica, 1763)

Carlo Pio di Savoia (* 7. April 1622 in Ferrara; † 13. Februar 1689 in Rom) war ein italienischer Kardinal.

## Leben

Kardinalswappen (modernes Schema)

Carlo Pio di Savoia war der Sohn von Ascanio Pio di Savoia aus dessen erster Ehe (1580–1649) mit der römischen Adeligen Eleonora Mattei, Witwe von Ferrante Bentivoglio.
Im Alter von 17 Jahren ging Carlo nach Rom und reiste dann bis 1641 durch ganz Europa. Danach trat er als Oberst in die Armee des Herzogs von Ferrara ein, wurde aber von den Florentinern in Moncessino gefangen genommen. Nach Kriegsende wurde er freigelassen und 1650 zum Generalschatzmeister der Apostolischen Kammer ernannt. Zwei Jahre später erwarb er  – wie es zu jener Zeit üblich war – eine Stelle als persönlicher Schatzmeister von Papst Innozenz X.
Im Konsistorium vom 2. März 1654 wurde er von Innozenz X. zum Kardinal kreiert und am 23. März 1654 als Kardinaldiakon der Titeldiakonie Santa Maria in Domnica eingesetzt. Später erhielt er noch folgende Titel: Kardinaldiakon von Sant’Eustachio (11. Februar 1664), Kardinalpriester von Santa Prisca (14. November 1667), Kardinalpriester von San Crisogono (28. Januar 1675), Kardinalpriester von Santa Maria in Trastevere (1. Dezember 1681).
Ab dem 22. Juni 1654 war er Legat in Urbino, dieses Amt gab er auf, als er am 2. August 1655 zum Bischof von Ferrara berufen wurde. Die Bischofsweihe spendete ihm am 5. September desselben Jahres in der Kathedrale von Ferrara Kardinal Giambattista Spada; Mitkonsekratoren waren Carlo Nembrini, Bischof von Parma, und Erzbischof Giacomo Teodoli, Bischof von Forlì.
Carlo Pio di Savoia war Präfekt der Kongregation für die Güterverwaltung, Kämmerer des Heiligen Kardinalskollegiums (1671–1672) und ab dem 15. Februar 1683 Kardinalbischof von Sabina.
Um seinem Halbbruder Luigi den Titel eines Fürsten zu verleihen, kaufte er im Jahr 1655 das Fürstentum San Gregorio (heute San Gregorio da Sassola), womit jener der erste Fürst von San Gregorio wurde. In den Jahren zwischen 1658 und 1674 baute er in San Gregorio, mit der Absicht, das Fürstentum zum „Glanzstück der Erstgeburt des Geschlechts“ zu machen, ein neues Dorf außerhalb der Mauern, das noch heute seinen Namen trägt: Borgo Pio. Es bildet ein interessantes Beispiel für die Stadtplanung des 17. Jahrhunderts.
Carlo Pio di Savoia nahm an folgenden Konklaven teil:
- Konklave 1667, zum Papst gewählt wurde Clemens IX.
- Konklave 1669–1670, gewählt wurde Clemens X.
- Konklave 1676, gewählt wurde Innozenz XI.